# Annette Vowinckel
Annette Vowinckel (* 1966 in Hagen) ist eine deutsche Historikerin.

## Werdegang
Vowinckel studierte Geschichte, Spanisch und Kunstpädagogik sowie Theater-, Film- und Fernsehwissenschaft an den Universitäten Bielefeld, Jerusalem und Köln. Ihre Promotion über „Geschichtsbegriff und Historisches Denken bei Hannah Arendt“ an der Universität Essen schloss sie 1999 ab. Im Jahr 2006 habilitierte sie sich am Institut für Kulturwissenschaft der Humboldt-Universität zu Berlin zum Thema „Das relationale Zeitalter. Individualität, Normalität und Mittelmaß in der Kultur der Renaissance“. Infolge einer Umhabilitierung lehrt sie seit 2013 Neuere und Neueste Geschichte am Institut für Geschichtswissenschaften der Humboldt-Universität zu Berlin.
Seit 2009 arbeitet sie am Zentrum für Zeithistorische Forschung in Potsdam mit dem Schwerpunkt Kulturgeschichte des 20. Jahrhunderts. Seit 2014 leitet sie dort die Abteilung „Zeitgeschichte der Medien- und Informationsgesellschaft“. Sie ist Mitglied im Verband der Historiker und Historikerinnen Deutschlands und Alumna des Berliner Mentoringprogramms ProFiL (Professionalisierung für Frauen in Forschung und Lehre). Seit 2018 ist sie Mitherausgeberin der Kritischen Gesamtausgabe der Werke von Hannah Arendt im Wallstein-Verlag.
Seit 2021 ist Annette Vowinckel außerplanmäßige Professorin am Institut für Geschichtswissenschaften der Humboldt-Universität zu Berlin.

## Schriften
- Geschichtsbegriff und Historisches Denken bei Hannah Arendt, Köln/Weimar: Böhlau 2001.
- Hannah Arendt: Zwischen deutscher Philosophie und jüdischer Politik, Berlin: Lukas-Verlag 2004.
- Hrsg. mit Rebekka Ladewig: Am Ball der Zeit. Die Fußballweltmeisterschaft als Ereignis und Faszinosum, Bielefeld: Transcript 2009.
- Hrsg. mit Tatjana Tönsmeyer und Jan-Holger Kirsch: Themenheft: Sicherheit, Zeithistorische Forschungen/Studies in Contemporary History 7 (2010) Heft 2.
- Grundwissen Philosophie: Hannah Arendt, Leipzig: Reclam 2006 und Stuttgart: Reclam 2015.
- Flugzeugentführungen. Eine Kulturgeschichte, Göttingen: Wallstein 2011.
- Das Relationale Zeitalter. Individualität, Normalität und Mittelmaß in der Kultur der Renaissance, München: Fink 2011.
- Hrsg. mit Annelie Ramsbrock und Malte Zierenberg: Fotografien im 20. Jahrhundert. Vermittlung und Verbreitung, Göttingen: Wallstein 2013.
- Hrsg. mit Jan-Holger Kirsch und Michael Wildt: Themenheft: Fotografie in Diktaturen, Zeithistorische Forschungen/Studies in Contemporary History 12 (2015) Heft 2.
- Agenten der Bilder. Fotografisches Handeln im 20. Jahrhundert, Göttingen: Wallstein 2016 (= Visual History. Bilder und Bildpraxen in der Geschichte, Bd. 2).
- Hrsg. mit Jürgen Danyel und Gerhard Paul: Arbeit am Bild. Visual History als Praxis, Göttingen: Wallstein 2017 (= Visual History. Bilder und Bildpraxen in der Geschichte, Bd. 3).
- Special Collection: Photo Transfer in Cold War Europe. International Journal for History, Culture and Modernity 5 (2018) 1.
- Hrsg. mit Evelyn Runge: Themenheft: Israel, Palästina und die deutsche Zeitgeschichte, Zeithistorische Forschungen/Studies in Contemporary History 16 (2019) Heft 3.